# 林景萬
林景萬（1946年8月28日—），朝鮮政治人物，曾任朝鮮勞動黨羅先市委員會責任書記、黨中央委員會中央委員及最高人民會議代議員。

## 生平
林景萬於1984年出任駐印度尼西亞大使館的常務參贊。1989年3月，已經返國的他被委任為貿易部的亞洲局局長。1999年，晉升為總局長。2004年，再升為貿易部部長。2006年，被任命為北韓足球協會的委員長。2008年，留任貿易部部長一職。兩年後，被起用為羅先市的黨委員會責任書記。分析指，這與他熟悉經濟和貿易事務有關。同年，又入選為黨中央委員會的中央委員名單之中。2011年12月，金正日離世，林景萬被繼任人金正恩列為治治喪委員會的成員之一。2014年3月，他在最高人民會議選舉中首次當選為代議員。

## 資料來源
1. 1 2 3 4 5 6  .   [2014-04-19]. （原始内容存档于2016-03-05）.
2. ↑  "北韓任命林景萬為羅先特區責任秘書" （页面存档备份，存于） 《朝鮮日報》中文版 2010 3 19